# Aschinger
Aschinger est une entreprise de restauration berlinoise fondée en 1892, particulièrement connue pour ses grandes brasseries debout. Le nom est associé à une réussite sans précédent dans l’Empire allemand avant 1900. Aschinger était autrefois le plus grand établissement de restauration d'Europe.

## Histoire

### Fondation et développement jusque dans les années 1920

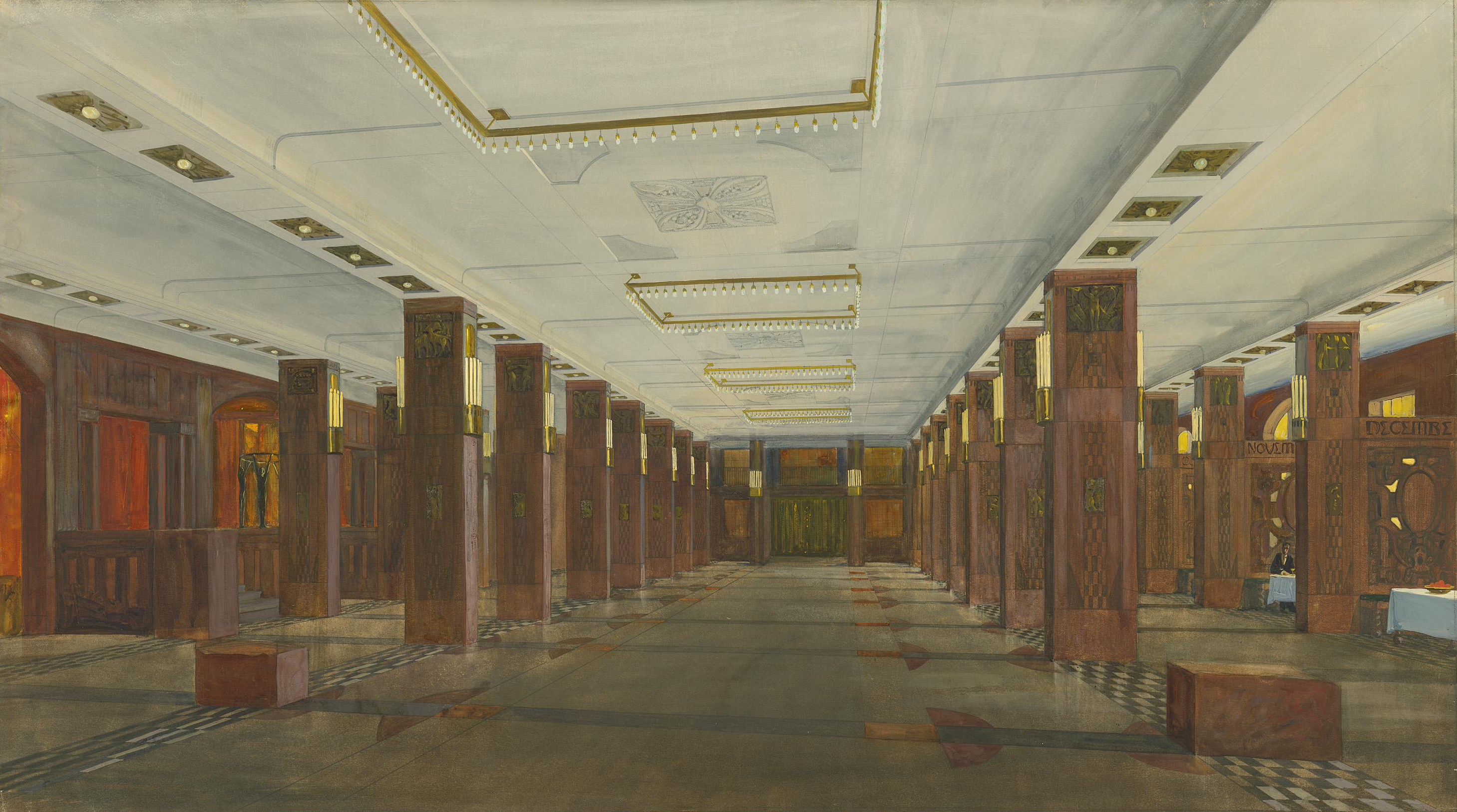
La salle de l'Aschinger Weinhaus Rheingold, 1906

Les frères August (de) et Carl Aschinger, immigrés d'Oberderdingen dans ce qui était alors le royaume de Wurtemberg, fondent « Bierquelle » à Berlin en 1892. Il s'agit de brasseries permanentes et, plus tard, de restaurants où l'on peut manger rapidement, bien et à moindre coût. Les différents types de bière sont initialement proposés au prix standard de dix pfennigs. La première « Bierquelle » ouvre le 1er septembre 1892 dans la Neue Roßstrasse 4 au Köllnischer Markt près de la station de métro Märkisches Museum (de). D'autres suivent dans des endroits très fréquentés comme la Leipziger Straße (Nos. 60/61, 79, 85), Potsdamer Straße (Weinhaus Rheingold) au no 3 ainsi que les numéros 57/58 et 101/102 ainsi que la Friedrichstraße (numéros 79a, 97 et 191), à Rosenthaler Platz (Rosenthaler Straße (de) 72a), Alexanderplatz et Hackeschen et Werderscher Markt. Aschinger devient rapidement la plus grande entreprise de restauration d'Europe avec 30 « sources de bière », 15 pâtisseries, huit restaurants supplémentaires et 20 points de vente. Au siège de la Saarbrücker Straße dans la ville royale, jusqu'à 1,1 million de petits pains sont cuits chaque semaine.
Aschinger sert des repas bon marché et, si on le souhaite, des crêpes avec les repas, ce qui signifie que le nom Aschinger devient populaire relativement rapidement, en particulier parmi les couches les plus pauvres de la population. Les saucisses à la bière (de) et la soupe aux pois d'Aschinger sont particulièrement connues et appréciées. « La meilleure qualité au prix le plus bas » est la devise de l'entreprise en pleine expansion, qui produit tous les plats dans sa propre entreprise centrale et dispose donc d'un contrôle de qualité complet. D'autres pâtisseries et points de vente de boulangerie viennent s'ajouter au début du XXe siècle. L'ameublement des bars n'est pas destiné à paraître pauvre, mais plutôt élégant, c'est pourquoi les sources de bière sont richement meublées de lustres, de miroirs et de vitrines accueillantes. Malgré l'intérieur somptueux, ils ne sont pas confortables, ni en termes de mobilier ni de propreté. Les brasseries debout sont considérées comme « typiquement berlinois » dans la première moitié du XXe siècle. À partir de 1905, Aschinger - entre-temps transformé en société par actions – se lance également dans l'hôtellerie avec la construction de la maison du vin Rheingold (Potsdamer Straße 3 ; à partir de 1937 8) près de la Potsdamer Platz. En 1913, le luxueux hôtel Fürstenhof et le Palasthotel sont acquis. Dans les années 1924-1926, Aschinger AG acquiert également la majorité des actions de Berliner Hotel-Gesellschaft et de Hotelbetriebs AG . Ainsi, entre autres choses, l'hôtel Kaiserhof entre en possession d'Aschinger. Avec l'acquisition de la Hotelbetriebs-Aktiengesellschaft, le groupe Aschinger s'assure des hôtels supplémentaires dans la catégorie luxe tels que le Bristol (de), le Bellevue et le Central-Hotel (de). Elle reprend également les opérations de restauration de la Deutschlandhalle.

### Aschinger jusqu'en 1945

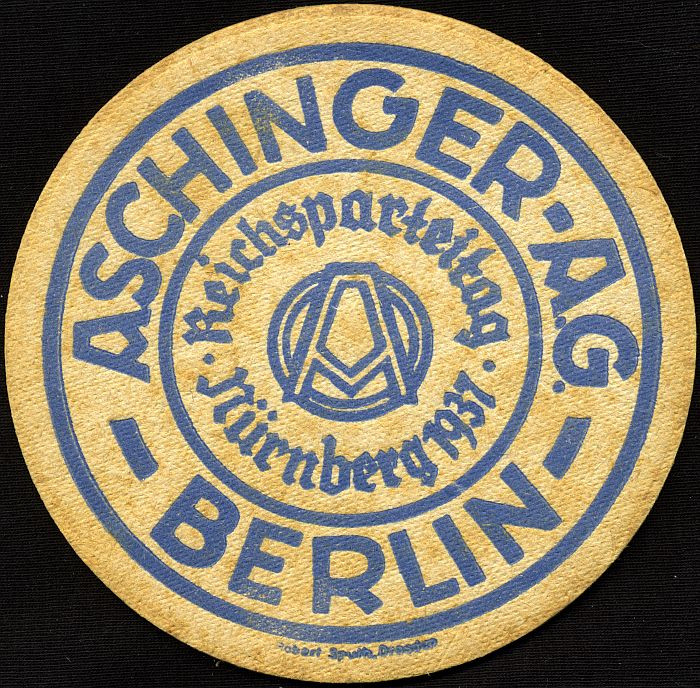
Sous-bock Aschinger du rassemblement du parti national-socialiste de 1937

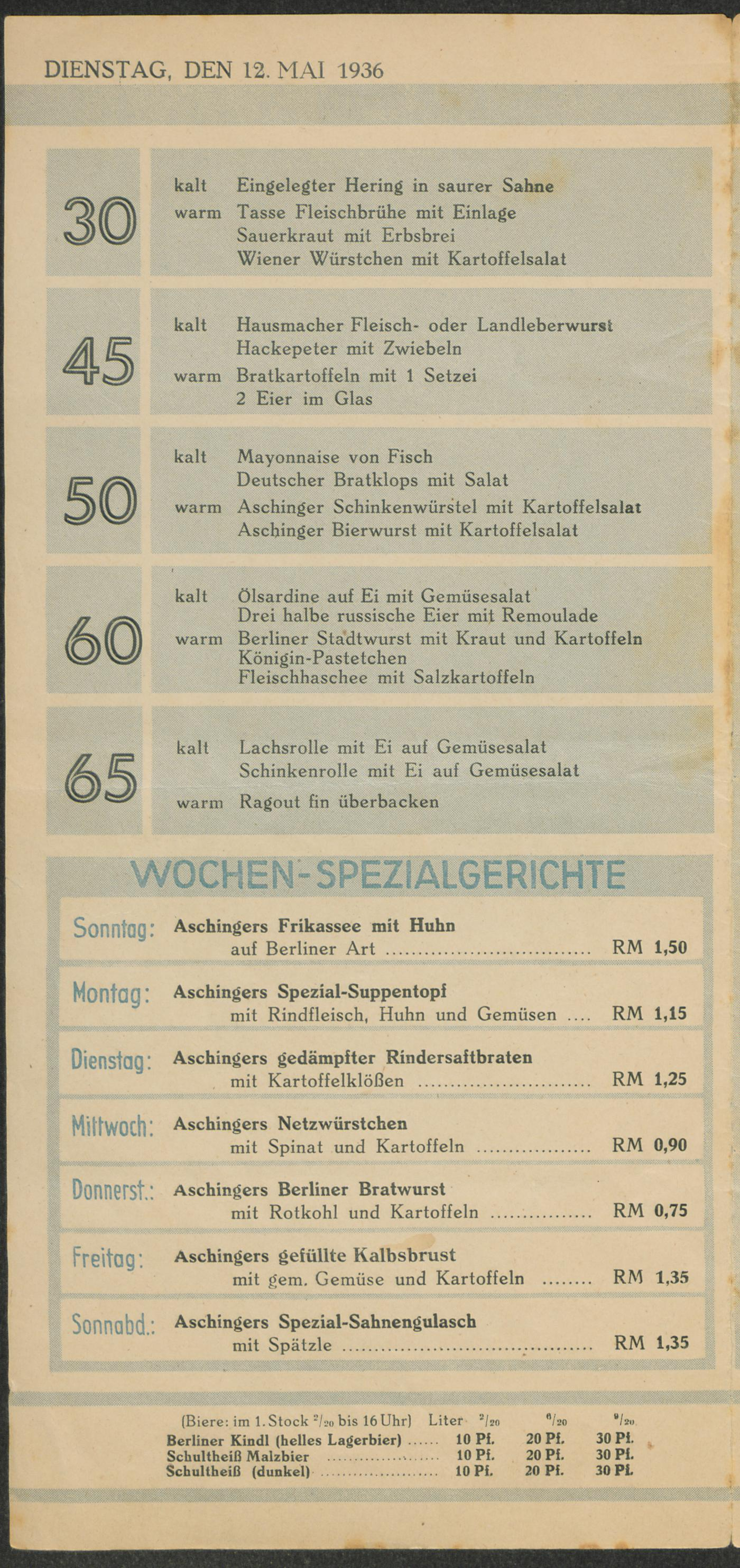
Extrait de la liste de prix de la 30e source de bière du 12 mai 1936

Dans les années 1930, le réseau des « sources de bière » d'Aschinger s'étend à 30 établissements. Ceux-ci sont répartis dans toute la ville de Berlin. L'entreprise travaille en étroite collaboration avec le régime national-socialiste (par exemple, la bière Aschinger est servie lors des rassemblements du parti). Au cours de l'expropriation (« aryanisation ») du groupe Kempinski, Aschinger reprend également repris la Maison de la Patrie (de) de Kempinski.

### Sources de bière
Les numéros correspondent à la numérotation des restaurants réalisée par l'entreprise. Dans certains cas, notamment après la fin de la Seconde Guerre mondiale, les installations sont évidemment renumérotées

### Période d'après-guerre
Comme 80 pour cent des locaux d'Aschinger ont été détruits pendant la Seconde Guerre mondiale, le nouveau départ est difficile. En 1947, l'Office allemand de fiducie pour l'administration des biens confisqués aux criminels de guerre et aux fascistes dénoncés repend le siège administratif, qui se trouve désormais dans le secteur soviétique de la Saarbrücker Strasse. Après l'expropriation, les succursales de la partie orientale sont attribuées à la HO nouvellement créée. À Berlin-Ouest, la société qui succède à Aschinger AG ouvre sa première pâtisserie après la Seconde Guerre mondiale, près de la Wittenbergplatz, en 1949. L'entreprise se développe ensuite à nouveau pour devenir une entreprise de taille moyenne, qui cesse d'exister le 1er octobre 1976 lorsque la dernière succursale de l'Aschinger Haus, située Joachimsthaler Straße (de) 3, près de la gare du Zoo, ferme ses portes. En avril 1990, avec l'aide d'un membre de l'ancienne famille Aschinger, l'« Historischer Braukeller d'Aschinger » est ouvert sur le Kurfürstendamm, qui fait faillite en 2000 et ferme à nouveau. Les restaurants qui prennent ensuite le nom d'Aschinger n'ont aucun lien avec l'entreprise d'origine.

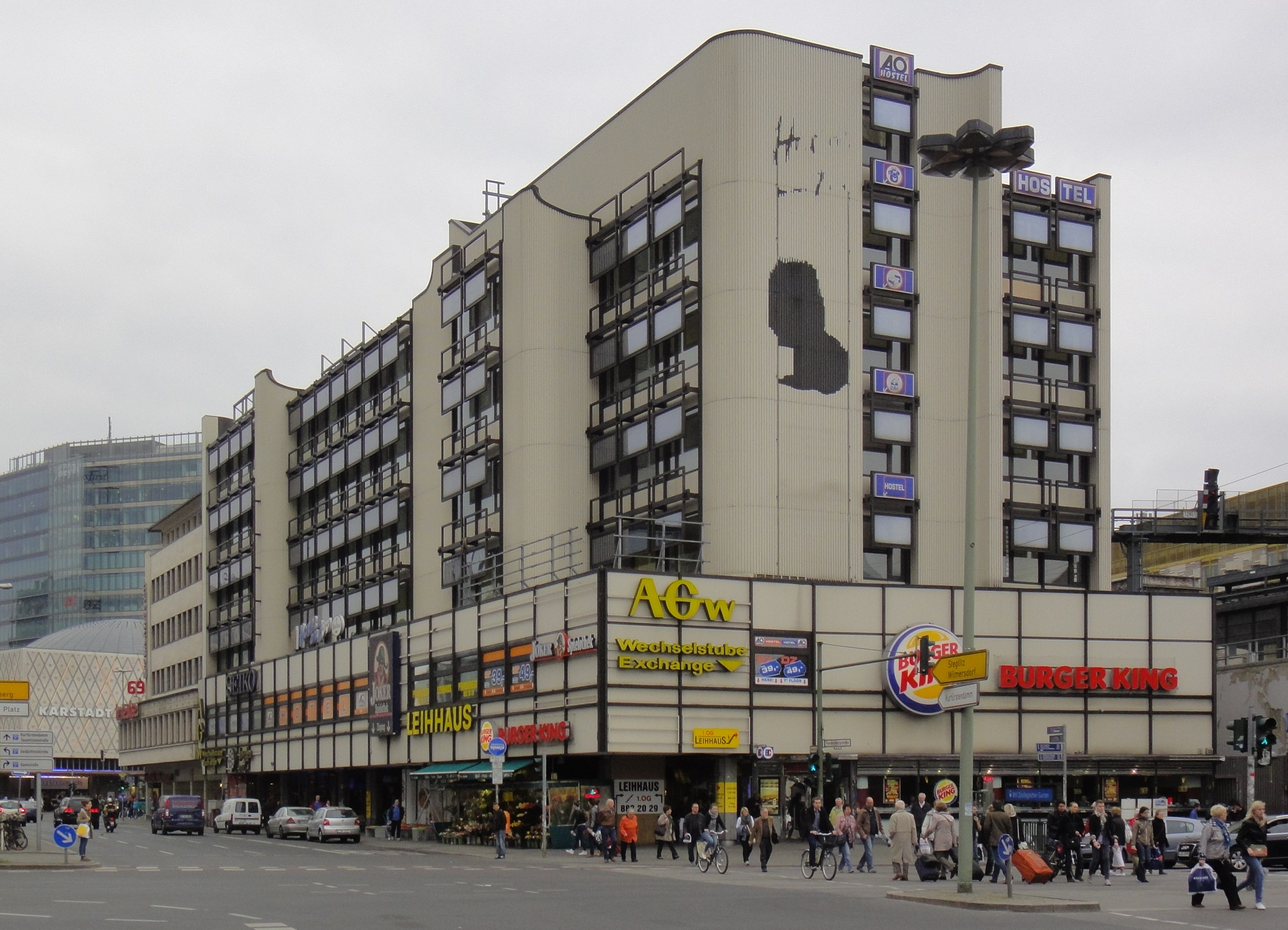
Bâtiment connu sous le nom de « Maison Aschinger », situé au 1-4 de la Joachimsthaler Straße, qui abrite également le populaire bar des supporters du club de football Hertha BSC « Holst am Zoo » jusqu'à sa fermeture le 27 décembre 2010. L'Aschinger ne se trouve auparavant que dans un immeuble bas d'un étage à l'intersection,. La partie gauche du complexe s'appelait la Maison

## Littérature
- Alfred Döblin créé un monument littéraire en l'honneur de la société Aschinger. Dans son roman Berlin Alexanderplatz, une visite du héros Franz Biberkopf dans cette institution berlinoise est décrite en détail.
- Un autre livre dans lequel Aschinger est mentionné est Fabian : Histoire d'un moraliste par Erich Kästner. Le protagoniste boit ici une tasse de café.
- Robert Walser décrit une visite en détail et subjectivement dans la prose Aschinger .
- Également dans le livre Blutsbrüder. Ein Berliner Cliquenroman d' Ernst Haffner, qui décrit la vie des jeunes sans-abri à Berlin dans les années 1930, Aschinger appartient à une institution fréquemment évoquée où l'on pouvait satisfaire sa faim avec peu d'argent.
- Les romans policiers de Volker Kutscher se déroulent également dans les années 1930. Son protagoniste, l'inspecteur Gereon Rath, se retrouve à plusieurs reprises à Aschinger sur l'Alexanderplatz et dans la Leipziger Straße. Dans la série Babylon Berlin basée sur les romans de Kutscher, certains protagonistes reviennent à plusieurs reprises à l'Aschinger ou s'y donnent rendez-vous. Les locaux de la mairie de Schöneberg servent de décor à l'auberge lors du tournage[9].
- Le poème d'Ulrich Roski Schwoches geh’n mal auswärts essen (1973) raconte une visite dans un restaurant chinois qui se termine dans le chaos. Les dernières lignes sont : « Les Schwoches n'ont toujours pas le sens de l'humour ; videz leurs bouteilles // et courez vers Aschinger. »
- Dans Les Thibault de Roger Martin du Gard, Jacques Thibault rencontre l'anarchiste Trauttenbach en juillet 1914 à l'Aschinger de la Potsdamer Platz, à Berlin.

## Vues des bâtiments

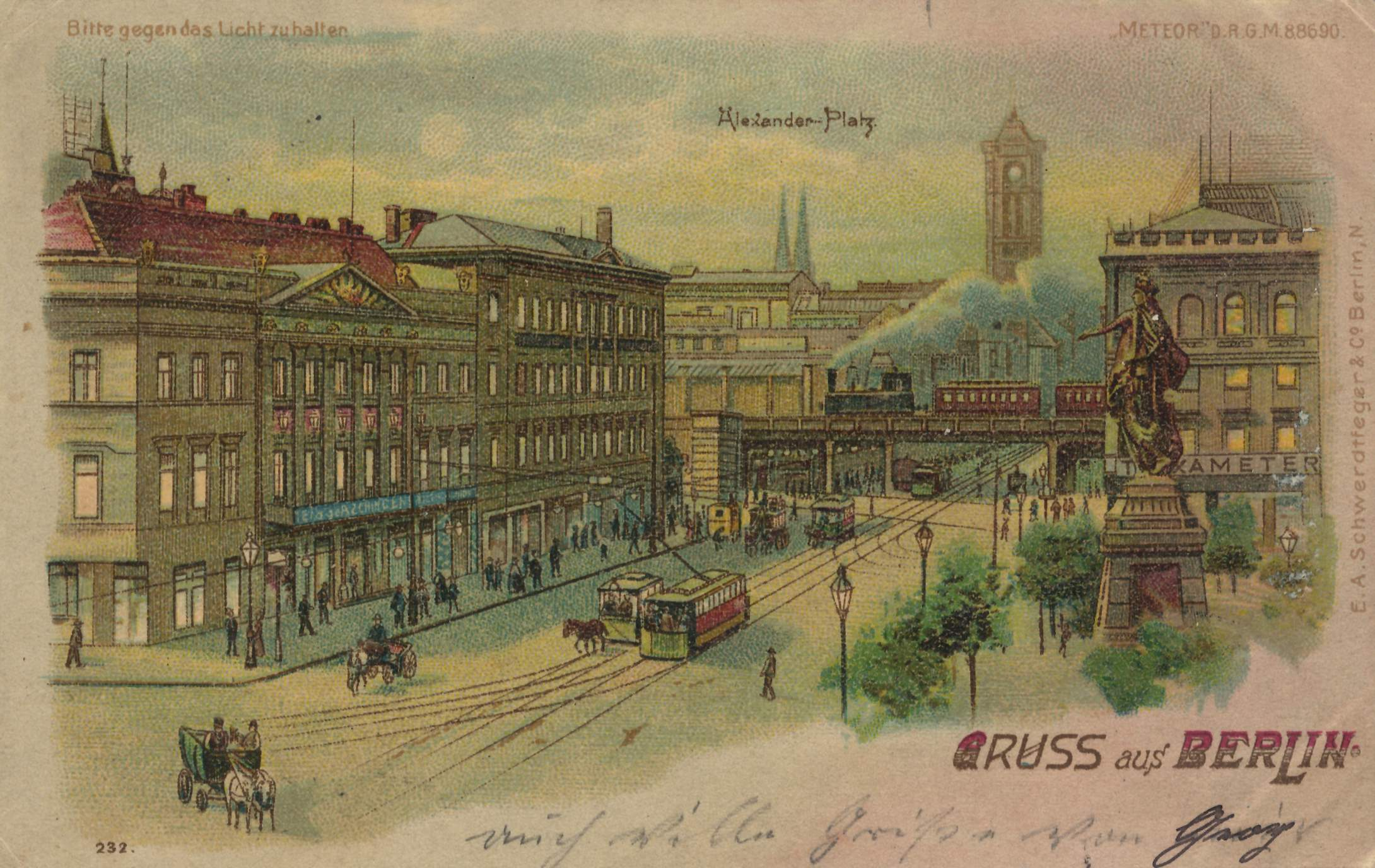
Aschinger sur l'Alexanderplatz (à gauche), 1900
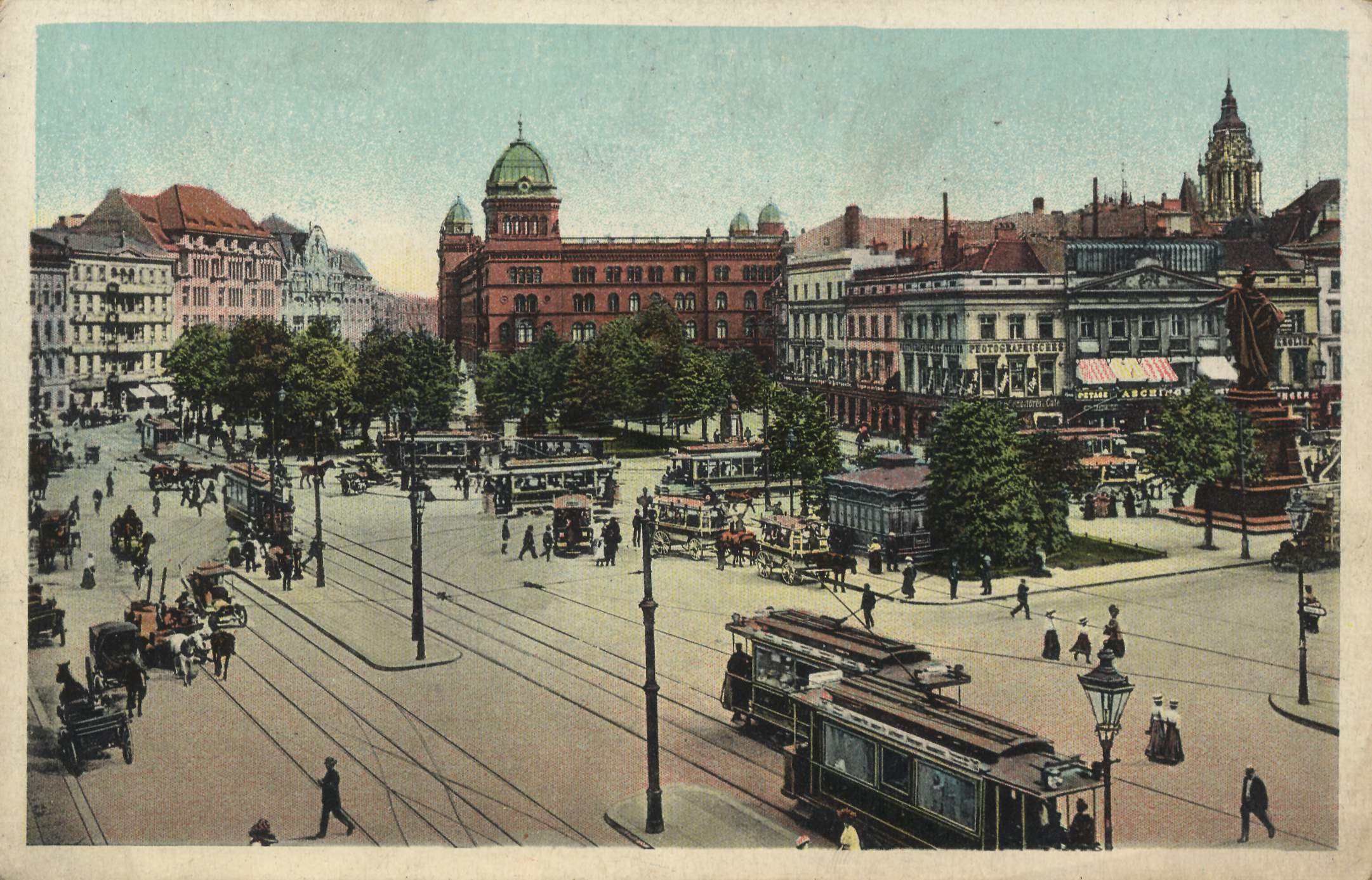
Aschinger sur l'Alexanderplatz (à droite), vers 1900
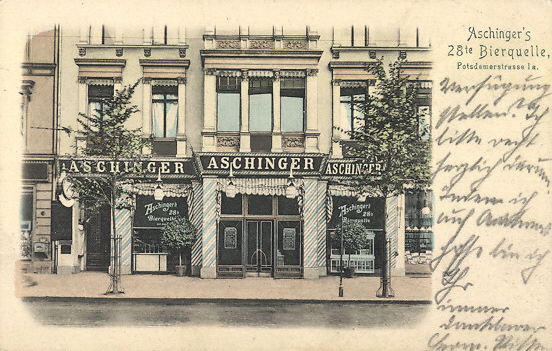
28e source de bière, Potsdamer Straße 1a, vers 1910
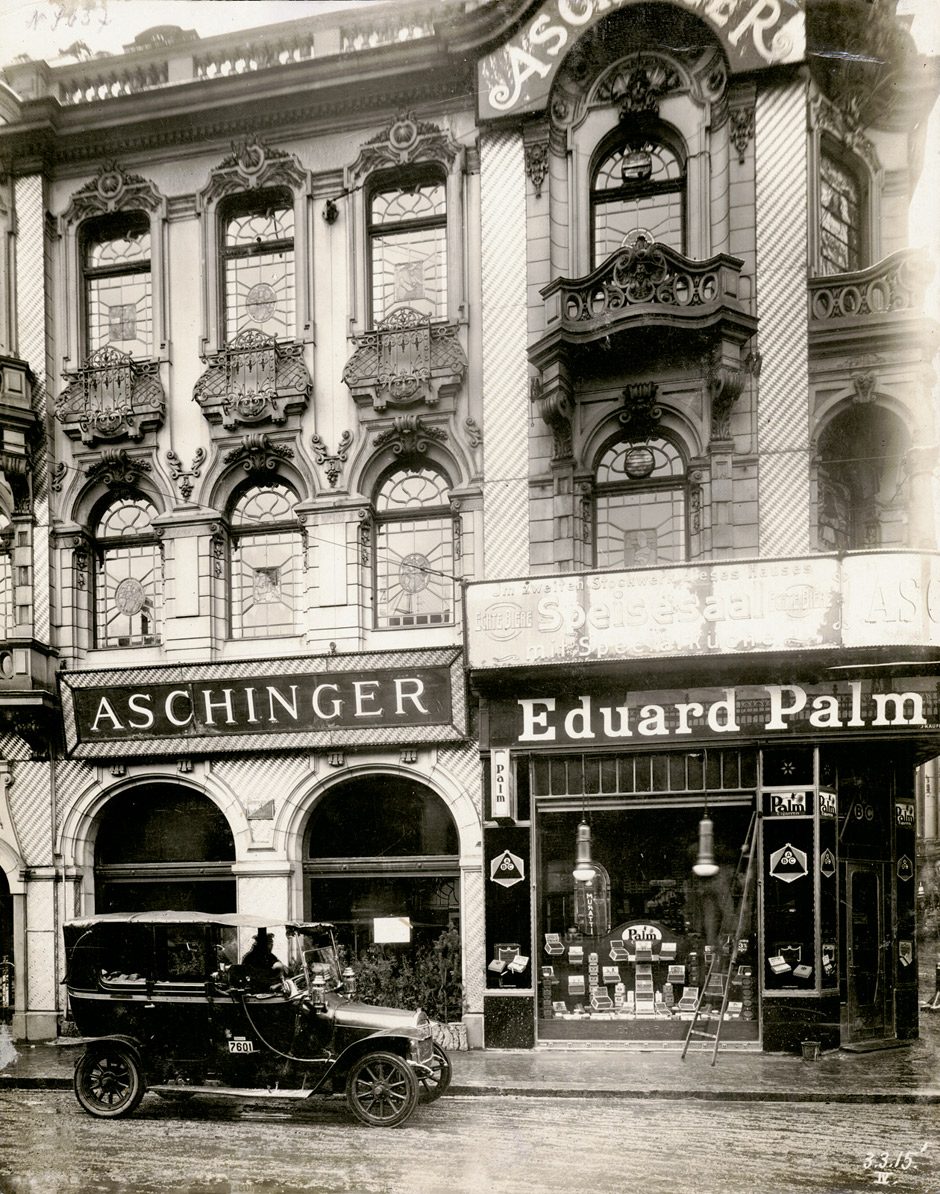
Aschinger, Friedrichstrasse 97, 1915
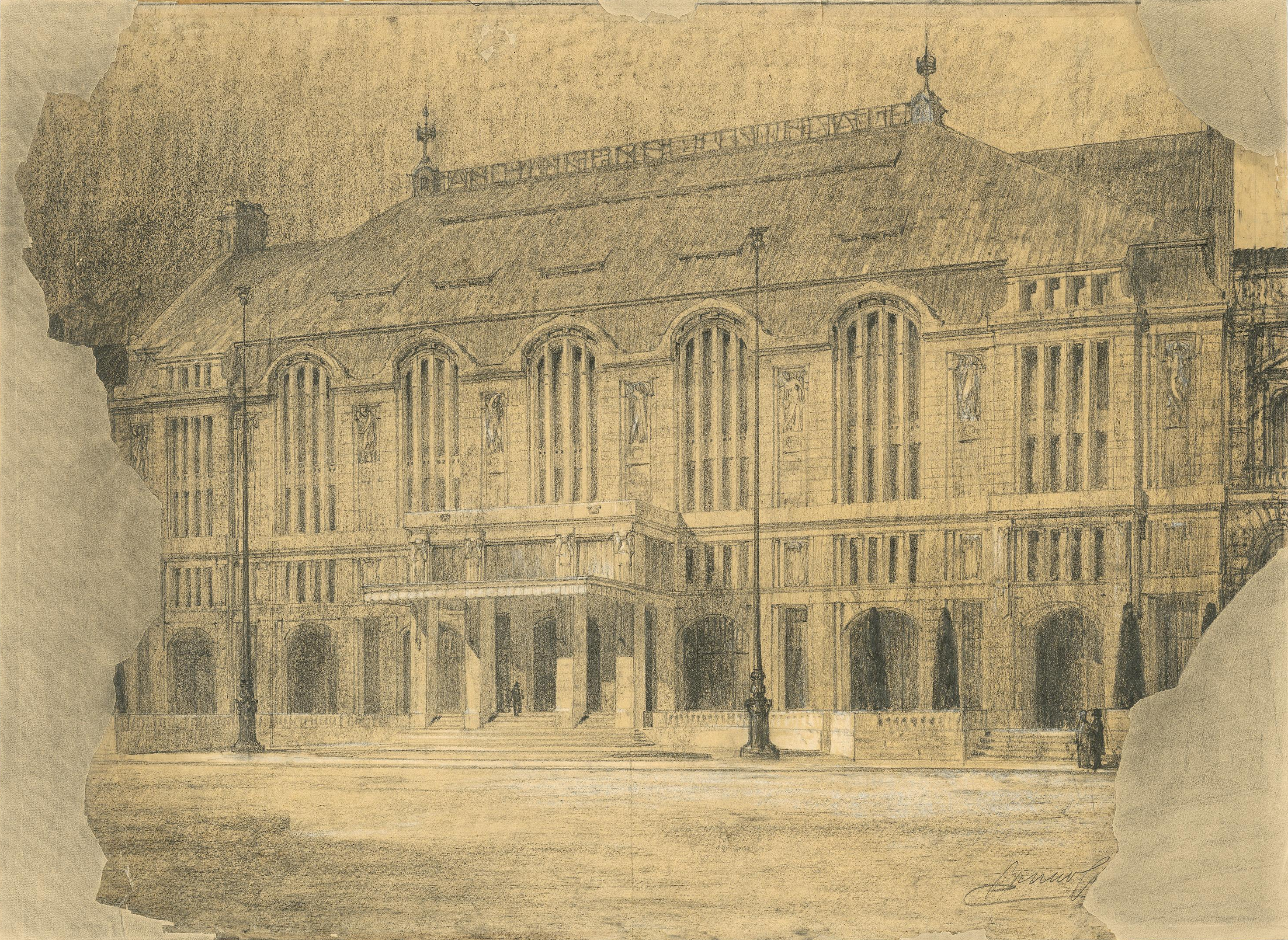
Weinhaus Rheingold d'Aschinger, 1905